# Militära grader i Italiens armé
Militära grader i Italiens armé som visar personalhierarkin i den italienska armén.

## Officerare
| NATO-kod | Tjänstegrad                                       | Gradbeteckning | Närmaste svensk motsvarighet                  |
| -------- | ------------------------------------------------- | -------------- | --------------------------------------------- |
| OF-9     | Generale                                          |                | General                                       |
| OF-8     | Generale di Corpo d’Armata con incarichi speciali |                | Generallöjtnant med särskild tjänsteställning |
| OF-8     | Generale di Corpo d’Armata                        |                | Generallöjtnant                               |
| OF-7     | Generale di Divisione con funzioni superiori      |                | Generalmajor i högre befattning               |
| OF-7     | Generale di Divisione con incarichi superiori     |                | Generalmajor med högre tjänsteställning       |
| OF-7     | Generale di Divisione                             |                | Generalmajor                                  |
| OF-7     | Generale di Divisione a titolo onorifico          |                | Generalmajors namn, heder och värdighet       |
| OF-6     | Generale di Brigata con funzioni superiori        |                | Brigadgeneral i högre befattning              |
| OF-6     | Generale di Brigata con incarichi superiori       |                | Brigadgeneral med högre tjänsteställning      |
| OF-6     | Generale di Brigata                               |                | Brigadgeneral                                 |
| OF-5     | Colonnello con funzioni del grado superiore       |                | Överste i högre befattning                    |
| OF-5     | Colonnello con incarichi del grado superiore      |                | Överste med högre tjänsteställning            |
| OF-5     | Colonnello comandante di corpo                    |                | Överste, regementschef                        |
| OF-5     | Colonnello                                        |                | Överste                                       |
| OF-5     | Colonnello a titolo onorifico                     |                | Överstes namn, heder och värdighet            |
| OF-4     | Tenente Colonnello con funzioni superiori         |                | Överstelöjtnant i högre befattning            |
| OF-4     | Tenente Colonnello comandante di battaglione      |                | Överstelöjtnant, bataljonschef                |
| OF-4     | Tenente Colonnello                                |                | Överstelöjtnant                               |
| OF-3     | Maggiore con funzioni del grado superiore         |                | Major i högre befattning                      |
| OF-3     | Maggiore comandante di battaglione                |                | Major, bataljonschef                          |
| OF-3     | Maggiore                                          |                | Major                                         |
| OF-2     | Primo Capitano                                    |                | Kapten, med tretton år i graden               |
| OF-2     | Capitano                                          |                | Kapten                                        |
| OF-1     | Tenente comandante di compagnia                   |                | Löjtnant, kompanichef                         |
| OF-1     | Tenente                                           |                | Löjtnant                                      |
| OF-1     | Sottotenente                                      |                | Fänrik                                        |

## Specialistofficerare
| Specialistofficerare                               |                                                    |                                                    |                                       |                                       |                                       |                                      |                                      |                                  |                                  |                        |                        |
|                                                    |                                                    |                                                    |                                       |                                       |                                       |                                      |                                      |                                  |                                  |                        |                        |
|                                                    |                                                    |                                                    |                                       |                                       |                                       |                                      |                                      |                                  |                                  |                        |                        |
| primo maresciallo luogotenente Regementsförvaltare | primo maresciallo luogotenente Regementsförvaltare | primo maresciallo luogotenente Regementsförvaltare | primo maresciallo Regementsförvaltare | primo maresciallo Regementsförvaltare | primo maresciallo Regementsförvaltare | maresciallo capo Regementsförvaltare | maresciallo capo Regementsförvaltare | maresciallo ordinario Förvaltare | maresciallo ordinario Förvaltare | maresciallo Förvaltare | maresciallo Förvaltare |
|                                                    |                                                    |                                                    |                                       |                                       |                                       |                                      |                                      |                                  |                                  |                        |                        |
|                                                    |                                                    |                                                    |                                       |                                       |                                       |                                      |                                      |                                  |                                  |                        |                        |

## Gruppbefäl och plutonsbefäl
| Gruppbefäl och plutonsbefäl                                                                                   |                                   |                   |  |  |  |
| |                                   |                   |  |  |  |
| \| \| \| \| \| sergente maggiore capo Fanjunkare \| sergente maggiore Förste sergeant \| sergente Sergeant \| |                                   |                   |  |  |  |
| |                                   |                   |  |  |  |
| sergente maggiore capo Fanjunkare                                                                             | sergente maggiore Förste sergeant | sergente Sergeant |  |  |  |

## Soldater
|                                     |                              |                                  |                               |
| caporalmaggiore capo scelto Korpral | caporalmaggiore capo Korpral | caporale maggiore scelto Korpral | primo caporalmaggiore Korpral |

|                             |                    |               |
| caporalmaggiore Vicekorpral | caporale Menig 1kl | soldato Menig |